# Gottlieb-Konrad Pfeffel

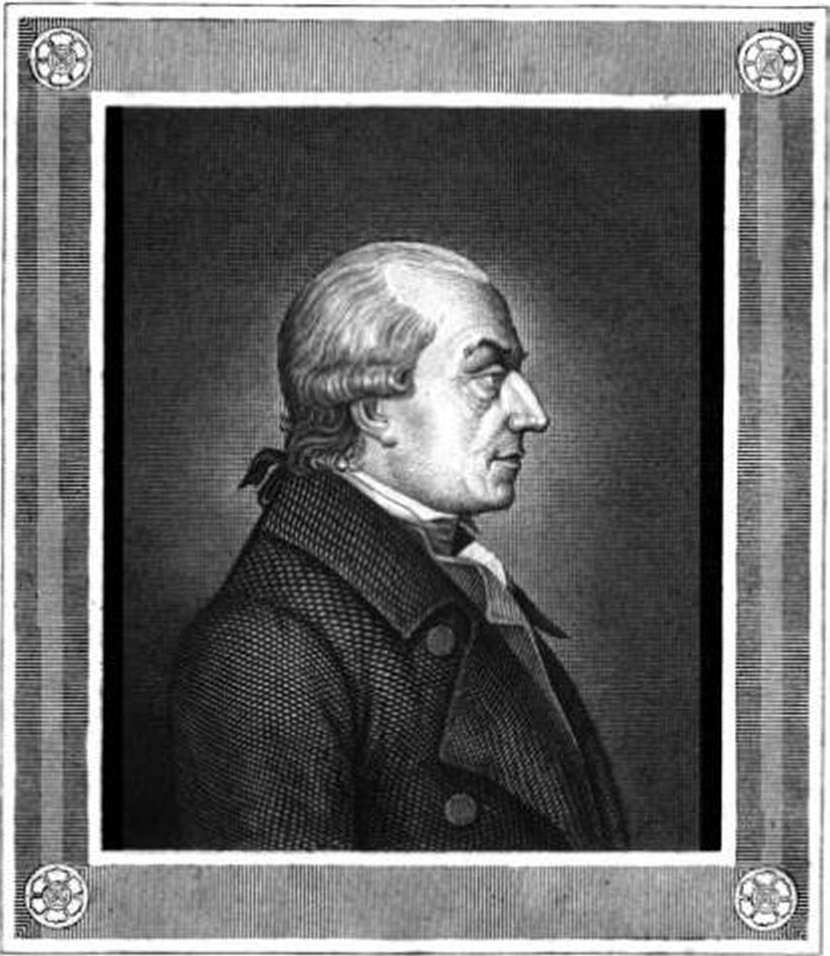
Gottlieb Konrad Pfeffel

Gottlieb-Konrad Pfeffel (Colmar, 1736 - 1809) fou un pedagog, escriptor i militarista alsacià. Estudià dret a la Universitat de Halle amb Christian Wolff el 1763 i ciència militar a Darmstadt el 1773. El 1756 es va quedar cec, però tot i així fou nomenat administrador protestant de Colmar. Admirador de la Revolució Francesa, fou fundador de la Societat Literària de Colmar i traductor a l'alemany de texts francesos que foren publicats per l'Acadèmia de Ciències i Humanitats de Baviera. El 1803 fou president del consistori de Colmar.

## Obres
- Fabeln (1783)
- Poetische Versuche (10 vols.), 1802-10
- Prosaische Versuche (10 vols.), 1810-12
- Politische Fabeln. 1754-1809

Algunes de les seves obres han estat digitalitzades per la Universitat de Friburg (Universitätsbibliothek Freiburg):
- Biographie eines Pudels und andere Satiren. Langewiesche-Brandt, Ebenhausen 1987, ISBN 3-7846-0134-0.
- Politische Fabeln in Erzählungen und Versen. Greno-Verlag, Nördlingen 1987, ISBN 3-89190-837-7.